# Kevin Nisbet
Kevin Nisbet (* 8. März 1997 in Glasgow) ist ein schottischer Fußballspieler, der seit 2023 beim FC Millwall unter Vertrag steht und seit März 2021 Länderspiele für die schottische Fußballnationalmannschaft bestritt.

## Karriere
Kevin Nisbet wurde im Jahr 1997 in Glasgow geboren. Er begann seine Karriere zunächst bei Hibernian Edinburgh. Für die „Hibs“ spielte er bis zu der U15-Altersklasse, bevor er zurück in seine Geburtsstadt zu Partick Thistle wechselte. Für die unter dem Namen Thistle Weir Academy fungierende Jugend des Vereins spielte er bis 2014. Im Februar 2015 wurde Nisbet an den schottischen Viertligisten FC East Stirlingshire verliehen. In 11 Partien traf er sechsmal. Nach dem Leihende kehrte Nisbet zurück zu Thistle und gab dort im September 2015 sein Debüt in der ersten Mannschaft in der Scottish Premiership gegen Ross County. Nach acht Erstligaspielen in der Saison 2015/16, in denen er ohne Torerfolg blieb, wurde er in der darauf folgenden Spielzeit ab Oktober 2016 für ein halbes Jahr an den Zweitligisten Ayr United verliehen. In zwanzig Spielen gelangen ihm zwei Tore. Ab Januar 2018 folgte eine Leihe in die zweite Liga zum FC Dumbarton. Nachdem Partick Thistle Saison 2017/18 aus der ersten Liga abgestiegen war, verließen zahlreiche Spieler den Verein darunter auch Nisbet.
Der Mittelstürmer unterschrieb daraufhin einen Vertrag bei den Raith Rovers aus der dritten Liga. Mit 29 Treffern wurde er Torschützenkönig in der Saison 2018/19. Bereits nach einem Jahr verließ er die Rovers und wechselte zum Lokalrivalen aus der zweiten Liga Dunfermline Athletic. Für die „Pars“ traf er in 25 Spielen 18-Mal, womit er hinter Lawrence Shankland (24 Tore) Zweitbester der Torschützenliste 2020 war.
Im Juli 2020 wechselte er für umgerechnet 280.000 € zum Erstligisten Hibernian Edinburgh und unterschrieb bis 2024. Zur Fußball-Europameisterschaft 2021 wurde er in den schottischen Kader berufen, kam aber mit diesem nicht über die Gruppenphase hinaus.
Nisbet unterzeichnete am 10. Juni 2023 einen Dreijahresvertrag beim FC Millwall der eine Ablösesumme von schätzungsweise 2 Millionen Pfund zahlte.